# Drasteriodes
Drasteriodes is een geslacht van vlinders van de familie spinneruilen (Erebidae), uit de onderfamilie Calpinae.

## Soorten
- D. elongata Bang-Haas, 1910
- D. ellisoni Wiltshire, 1977
- D. eurytaenia Wiltshire, 1979
- D. kisilkumensis Erschoff, 1874
- D. leprosa Brandt, 1938
- D. leuconephra Brandt, 1938
- D. limata (Christoph, 1884)
- D. luxurians Wiltshire, 1961
- D. medialis Hampson, 1908